# 聖蹟櫻丘車站
聖蹟櫻丘車站（日语：／ Seiseki-sakuragaoka eki */?）是一個位於東京都多摩市關戶一丁目，屬於京王電鐵京王線的鐵路車站。車站編號是KO27。

## 歷史
- 1925年（大正14年）3月24日 - 玉南電氣鐵道關戶站開業。
- 1926年（昭和元年）12月27日 - 併入京王電氣軌道。
- 1937年（昭和12年）5月1日 - 改稱聖蹟櫻丘站。
- 1944年（昭和19年）5月31日 - 併入東京急行電鐵（大東急）。為該公司的京王線車站。
- 1948年（昭和23年）6月1日 - 京王帝都電鐵脫離東急。為該公司所屬車站。
- 1964年（昭和39年）4月21日 - 本站至中河原站間的多摩川鐵橋複線化工程竣工。
- 1969年（昭和44年）5月29日 - 改建為高架車站。
- 2012年（平成24年）4月8日 - 啟用進站音樂《鄉村路》。

### 站名由來
車站開設時以本地地名「關戶」命名。現在的「聖蹟櫻丘」是由車站周邊的賞櫻景點「櫻丘」（本站南部），與連光寺因附近有明治天皇御狩場而稱「聖蹟」（天皇行幸之地），兩者結合而成。

## 車站構造
本站是相對式月台2面2線高架車站，全列車停車。因沒有轉轍器與絶對信號機，在日本鐵路停車場分類中屬於停留所。
月台在二樓，剪票口與（東口及西口兩處）站務室在一樓。中2樓的大廳連結各月台與兩剪票口。電扶梯僅向上，大廳層有電梯通往月台。各月台中央有電扶梯通往京王聖蹟櫻丘購物中心的4層A、B館。廁所位在西口側付費區內。
本站周邊是動畫《心之谷》的舞台原型。因此在京王電鐵與多摩市的合作下，2012年4月8日起採用該片的主題曲《鄉村路》（本名陽子演唱）作為進站音樂。

### 月台配置
| 月台 | 路線   | 方向 | 目的地                                     |
| ---- | ------ | ---- | ------------------------------------------ |
| 1    | 京王線 | 下行 | 京王八王子、高尾山口、多摩動物公園方向     |
| 2    | 京王線 | 上行 | 府中、調布、明大前、笹塚、新宿、新宿線方向 |

## 使用情況
2016年度1日平均上下車人次為64,376人。上下車人次與上車人次變化如下。
| 年度               | 1日平均 上下車人次 | 1日平均 上車人次 | 來源   |
| ------------------ | ------------------ | ---------------- | ------ |
| 1955年（昭和30年） | 3,676              |                  |        |
| 1960年（昭和35年） | 6,574              |                  |        |
| 1965年（昭和40年） | 16,426             |                  |        |
| 1970年（昭和45年） | 31,892             |                  |        |
| 1975年（昭和50年） | 43,854             |                  |        |
| 1980年（昭和55年） | 48,022             |                  |        |
| 1985年（昭和60年） | 54,246             |                  |        |
| 1986年（昭和61年） | 60,741             |                  |        |
| 1990年（平成02年） | 72,811             | 37,063           | [ 6 ]  |
| 1991年（平成03年） |                    | 39,202           | [ 7 ]  |
| 1992年（平成04年） |                    | 39,679           | [ 8 ]  |
| 1993年（平成05年） | 78,737             | 40,238           | [ 9 ]  |
| 1994年（平成06年） |                    | 39,863           | [ 10 ] |
| 1995年（平成07年） | 78,386             | 39,943           | [ 11 ] |
| 1996年（平成08年） |                    | 38,888           | [ 12 ] |
| 1997年（平成09年） |                    | 37,304           | [ 13 ] |
| 1998年（平成10年） |                    | 36,299           | [ 14 ] |
| 1999年（平成11年） |                    | 35,475           | [ 15 ] |
| 2000年（平成12年） | 68,103             | 33,929           | [ 16 ] |
| 2001年（平成13年） |                    | 33,268           | [ 17 ] |
| 2002年（平成14年） |                    | 32,882           | [ 18 ] |
| 2003年（平成15年） | 66,369             | 32,861           | [ 19 ] |
| 2004年（平成16年） | 65,506             | 32,419           | [ 20 ] |
| 2005年（平成17年） | 65,697             | 32,529           | [ 21 ] |
| 2006年（平成18年） | 65,707             | 32,630           | [ 22 ] |
| 2007年（平成19年） | 68,362             | 33,869           | [ 23 ] |
| 2008年（平成20年） | 68,690             | 34,030           | [ 24 ] |
| 2009年（平成21年） | 67,747             | 33,542           | [ 25 ] |
| 2010年（平成22年） | 66,384             | 32,841           | [ 26 ] |
| 2011年（平成23年） | 65,731             | 32,486           | [ 27 ] |
| 2012年（平成24年） | 65,164             | 32,252           | [ 28 ] |
| 2013年（平成25年） | 65,739             |                  |        |
| 2014年（平成26年） | 64,893             |                  |        |
| 2015年（平成27年） | 65,248             |                  |        |
| 2016年（平成28年） | 64,376             |                  |        |

## 車站周邊
車站周邊的「聖蹟櫻丘地區」被指定為東京都的「一般據點地區」。
以車站東北側的京王電鐵本社為首，本站周邊有許多京王集團企業總部，另外京王聖蹟櫻丘購物中心等商業設施與餐飲街也十分發達。此外，這裡也是眾多巴士路線的中繼站。
巴士總站位於車站北側京王百貨店外的一樓。內部設有立體停車場，可通往鐵道南側的東京都道41號稻城日野線（川崎街道）。
本站南側一直到永山站（多摩線、京王相模原線）北側，是當時京王帝都電鐵的田園都市建設部所開發的大規模住宅區（櫻丘住宅地）。相較於面對多摩川低地的聖蹟櫻丘站，該住宅區是位在多摩丘陵北端，視野遼闊。
在1974年京王相模原線延伸至京王多摩中心站以前，位在多摩市北部的本站是當時京王帝都電鐵前往多摩市南部多摩新市鎮的唯一車站。戰前曾有一之宮（車站周邊的地名）附近設站並往現在南大澤站、橋本站方向延伸的路線（未成線的南津電氣鐵道）。當初也有研究本站往多摩新市鎮方向延伸的路線，但因無法涵蓋整個新市鎮，加上若是未來調布 - 本站間運量提昇時，難以收購土地以完成複複線化等理由，計畫中止。

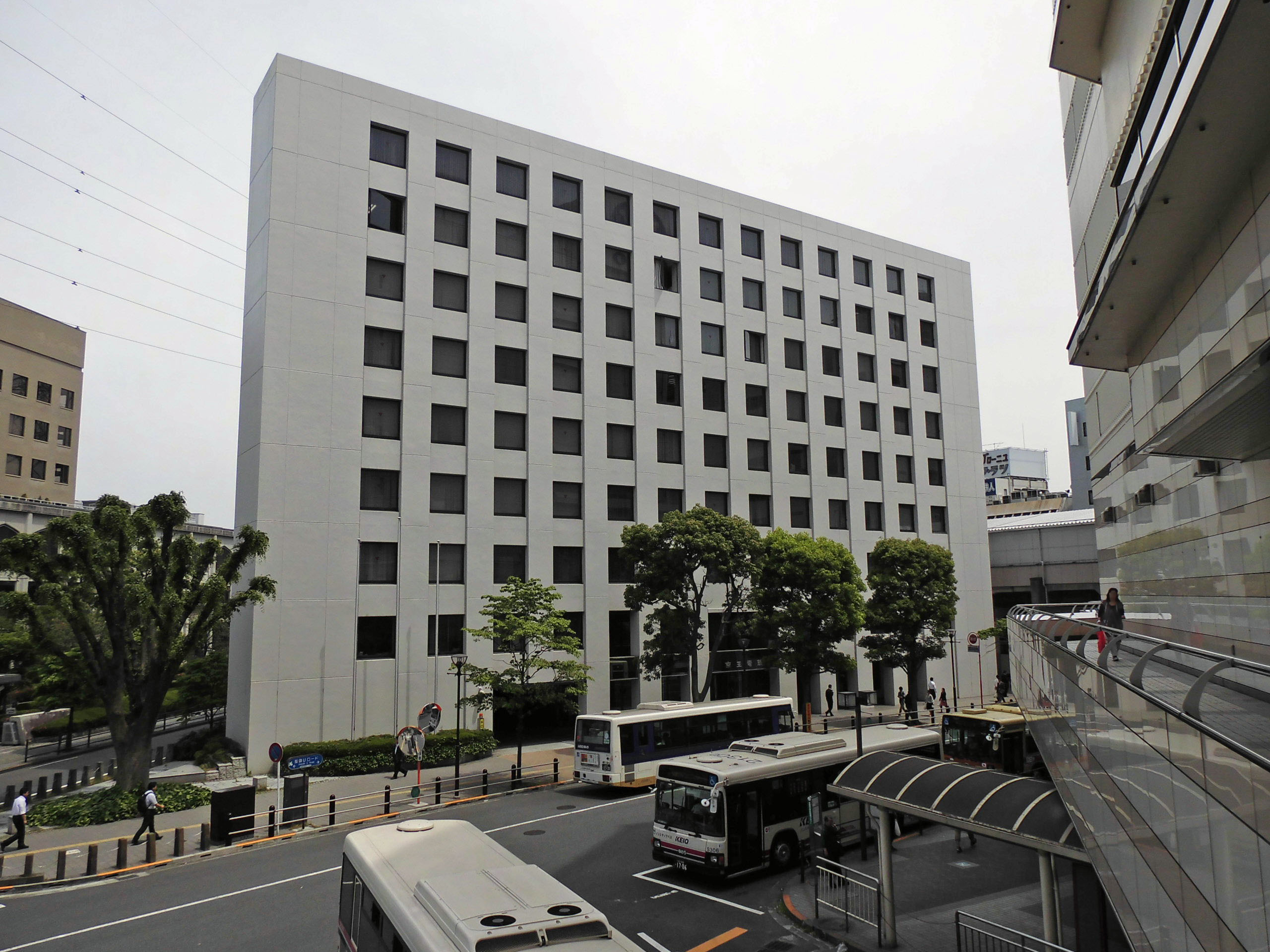
京王電鐵本社
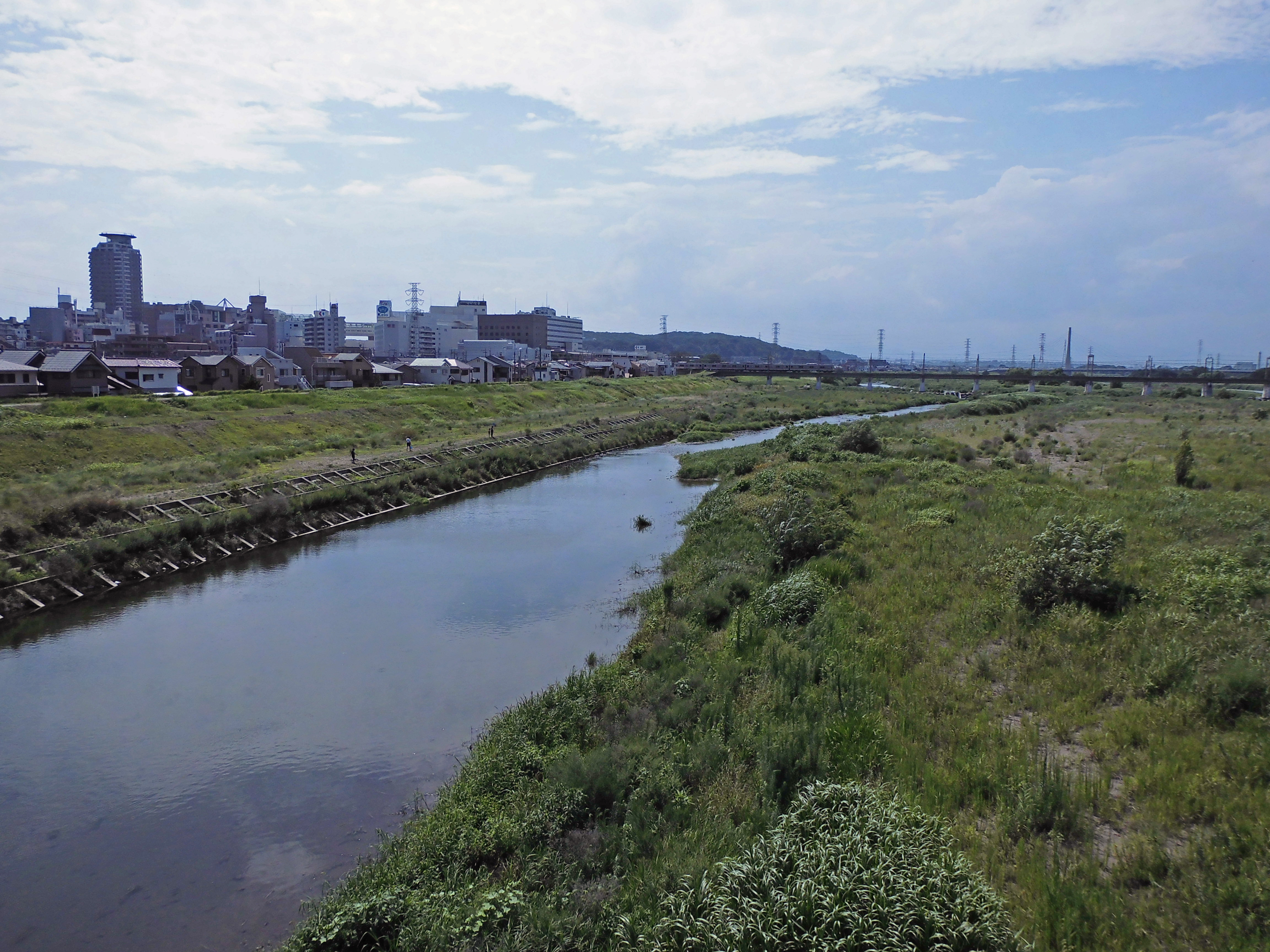
多摩川與聖蹟櫻丘的市區

主要商業設施
- 京王聖蹟櫻丘購物中心（日语：京王聖蹟桜ヶ丘ショッピングセンター）
  - 京王百貨店（日语：京王百貨店）
  - 京王store（日语：京王ストア）
  - 京王ATMAN（日语：京王アートマン）
  - Seiseki京王皇冠街（日语：京王クラウン街）
  - SEISEKI SAKURA GATE（日语：せいせきさくらゲート）
- The Square（ザ・スクエア）
- 聖蹟櫻丘OPA（日语：OPA）

主要企業
- 京王電鐵本社
- PACIFIC CONSULTANTS（日语：パシフィックコンサルタンツ）本社
- {{link-ja|愛和誼日生同和損害保險|あいおいニッセイ同和損保||櫻丘中心
- 豐田西東京Corolla（日语：トヨタ西東京カローラ）本社

公共設施
- 多摩市役所 聖蹟櫻丘出張所
- 關戶公民館
- 關戶圖書館
- 聖蹟櫻丘郵便局
- SEISEKI C館內郵便局

金融機關
- 三菱東京UFJ銀行
  - 多摩支店
  - 聖蹟櫻丘支店
- 三井住友銀行多摩支店
- 瑞穗銀行多摩支店
- 三井住友信託銀行
  - 多摩櫻丘支店
- 多摩信用金庫（日语：多摩信用金庫）櫻丘支店

其他
- 多摩川
- 小野神社
- 都立櫻丘公園（日语：桜ヶ丘公園）
  - 舊多摩聖蹟紀念館（日语：旧多摩聖蹟記念館）

## 巴士路線
聖蹟櫻丘站可搭乘京王電鐵巴士、京王巴士南＜南大澤營業所＞、京王巴士南＜多摩營業所＞、神奈川中央交通、東京空港交通、富士急山梨巴士等路線巴士。

### 1號乘車處
- 櫻80：經帝京大學入口、由木折返場 往南大澤站（京王巴士南）平日末班車最晚的路線[25時05分]
- 櫻83：經帝京大學入口 往由木折返場（京王巴士南）※往由木折返場平日早晨一班與週六日深夜
- 櫻85：經帝京大學入口、松谷 往多摩中心站（京王電鐵巴士）
- 櫻88：經帝京大學入口経由 京王堀之內站（京王巴士南）
- 高22：經百草團地、高幡台團地 往高幡不動站（京王電鐵巴士） ※夜間與假日早上除外
- 高27：經高幡台團地 往高幡不動站（京王電鐵巴士） ※僅夜間與假日早上

### 2號乘車處
- 櫻84：經帝京大學入口、板橋、南大澤站 往相模原站（京王巴士南、神奈川中央交通）
- 櫻87：往帝京大學內（京王電鐵巴士） ※平日為急行
- 日野市迷你巴士 落川路線：經百草園站北口、金田公園 往高幡不動站（京王電鐵巴士）
- 日野市迷你巴士 三澤台路線：經百草園住宅、三澤台 往高幡不動站（京王電鐵巴士）
- 成田多摩中心線：往成田機場（京王巴士南、東京空港交通）

### 3號乘車處
- 櫻18：經府中四谷橋 往都營泉二丁目（京王電鐵巴士） ※平日、周六夜間一班
- 櫻81：往東電學園（京王電鐵巴士） ※平日早晚、急行
- 國18：經府中四谷橋、谷保站 往國立站（京王電鐵巴士）
- 新宿名古屋線：往名鐵巴士中心(名古屋站)（京王巴士東）
- 羽田多摩中心線：往羽田機場（京王巴士南、東京空港交通）

### 4號乘車處
- 櫻91：往櫻丘二丁目（京王電鐵巴士）
- 櫻91：經櫻丘二丁目、東寺方、一之宮 往櫻丘車庫（京王電鐵巴士） ※假日一日1班
- 櫻92：櫻丘二丁目、永山站（京王電鐵巴士） ※日間
- 多摩河口湖線：經富士山站、富士急高原樂園 往河口湖站（京王巴士南、富士急山梨巴士） ※週六、假日與特定日。

### 7號乘車處
- 櫻46：經多摩市役所、大橋、豐丘四丁目 往多摩中心站（京王巴士南）
- 櫻64：經多摩市役所 往永山站（京王電鐵巴士）
- 櫻65：經聖丘醫院前 往永山站（京王電鐵巴士）

### 8號乘車處
- 櫻47：經多摩市役所、大橋 往京王多摩車庫前（京王電鐵巴士）
- 櫻62：經多摩市役所、愛宕東公園 往多摩中心站（京王電鐵巴士）
- 櫻63：經多摩市役所、愛宕東公園、多摩中心站 往鶴牧循環（京王電鐵巴士）

### 9號乘車處
- 櫻72：經愛宕東 往多摩中心站（京王電鐵巴士）
- 櫻73：經愛宕東、多摩中心站 往多摩南部地域醫院（京王電鐵巴士）

### 11號乘車處
- 櫻22：經車橋、永山站 諏訪四丁目循環（京王電鐵巴士、神奈川中央交通）
- 櫻22：經車橋、永山站 往諏訪三丁目（京王電鐵巴士、神奈川中央交通）
- 櫻23：經車橋、永山站 往永山五丁目（神奈川中央交通）
- 櫻24：經車橋、永山站、永山五丁目、京王多摩車庫前、大藏 往鶴川站（神奈川中央交通）
- 櫻25：經車橋、永山站、永山五丁目 往京王多摩車庫前（京王電鐵巴士）
- 櫻27：經車橋 往多摩東公園（京王電鐵巴士） ※平日
- 櫻28：經車橋、多摩東公園 往若葉台站（京王電鐵巴士） ※假日

### 12號乘車處
- 櫻06：經連光寺坂、紀念館前、聖丘團地 往永山站（京王電鐵巴士）
- 櫻07：經連光寺坂、紀念館前、連光寺、稻城台醫院、多摩東公園 往永山站（京王電鐵巴士） ※一日1班
- 稻22：經連光寺坂、稻城市立醫院、南多摩站入口 往稻城站（京王電鐵巴士）

## 相鄰車站
京王電鐵
 京王線
■特急、■急行
分倍河原（KO25）－聖蹟櫻丘（KO27）－高幡不動（KO29）
■區間急行、■快速、■各站停車
中河原（KO26）－聖蹟櫻丘（KO27）－百草園（KO28）

## 外部連結
- 聖蹟櫻丘 - 京王電鐵

35°39′3″N 139°26′48.7″E / 35.65083°N 139.446861°E